# 爱诺拉
60°27′13″N 25°05′14″E / 60.45361°N 25.08722°E

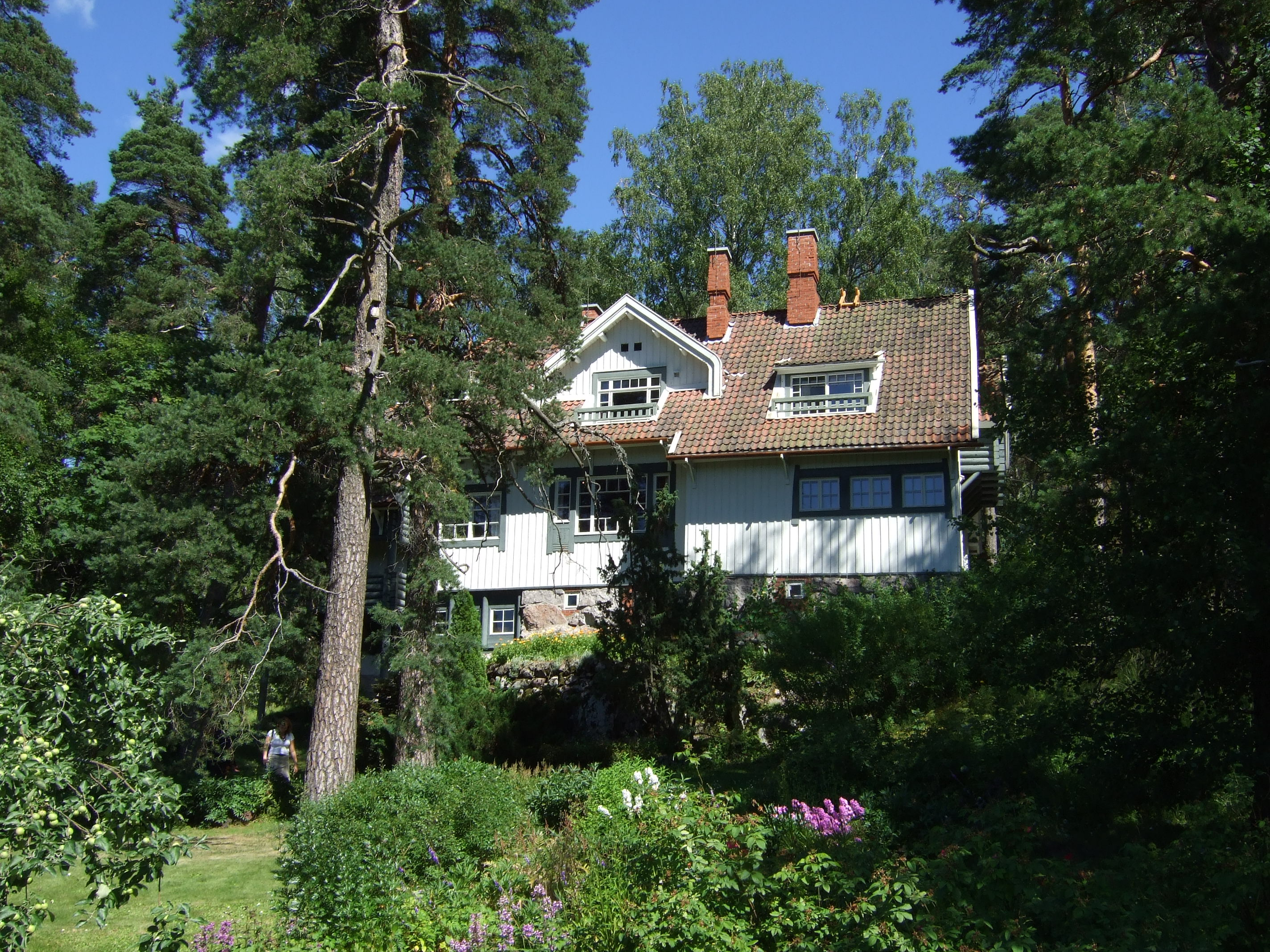
爱诺拉

爱诺拉（芬蘭語：Ainola），位于芬兰耶尔文佩，是芬兰作曲家西贝柳斯的故居，现已辟为博物馆。

## 简介
“爱诺拉”，意为“爱诺的地方”，以西贝柳斯的妻子爱诺的名字命名。爱诺拉是1904年秋至1972年作曲家西贝柳斯、妻子爱诺及家人的故居，位于芬兰首都赫尔辛基以北38公里处耶尔文佩风景秀丽的图苏拉湖畔。由建筑师拉尔斯·松克设计。西贝柳斯对松克提出的唯一要求是在餐厅中能欣赏湖景并安装绿色壁炉。 在西贝柳斯逝世之前，从未安装水管，因为他不想在作曲时分心。
爱诺拉与喧嚣的首都的距离给了西贝柳斯作曲时所需要的平静。埃里克·维尔纳·塔瓦斯特谢纳写道：“当西贝柳斯第一次离开赫尔辛基时，耶尔文佩在很大程度上仍保持着乡村风貌，驹子和绵羊会走进房子，麋鹿器宇轩昂地穿过庭院”。居住在旁边的其他艺术家庭也为西贝柳斯家提供了热闹的社交圈。
西贝柳斯的私人秘书桑特里·勒瓦斯在1945年的照片册《让·西贝柳斯和他的家》中记录了爱诺拉的日常生活。
爱诺拉周围的建筑物包括桑拿浴室和家庭的个人创作室。西贝柳斯于1957年9月20日在爱诺拉逝世；他被安葬在爱诺拉的花园里。他的妻子爱诺在此后12年住在爱诺拉，直到1969年6月8日逝世。她和丈夫西贝柳斯安葬在一起。
1972年，西贝柳斯的五个女儿将爱诺拉出售给芬兰政府。芬兰教育部和芬兰西贝柳斯协会于1974年将其开放为博物馆。其中陈列有一架大钢琴，这是西贝柳斯五十岁生日时获赠的生日礼物，另外还有爱诺的兄弟的画作。